# Salmaise
Salmaise település Franciaországban, Côte-d’Or megyében. Lakosainak száma 128 fő (2022. január 1.). Salmaise Source-Seine, Villotte-Saint-Seine, Bligny-le-Sec, Boux-sous-Salmaise, Verrey-sous-Salmaise, Villeberny és Villy-en-Auxois községekkel határos.

## Népesség
A település népessége az elmúlt években az alábbi módon változott:
| Lakosok száma | 169  | 161  | 157  | 144  | 136  | 135  | 137  | 135  | 133  | 128  |
|               | 1968 | 1982 | 1990 | 2006 | 2013 | 2015 | 2017 | 2019 | 2020 | 2022 |